# Тюркські топоніми у Вірменії

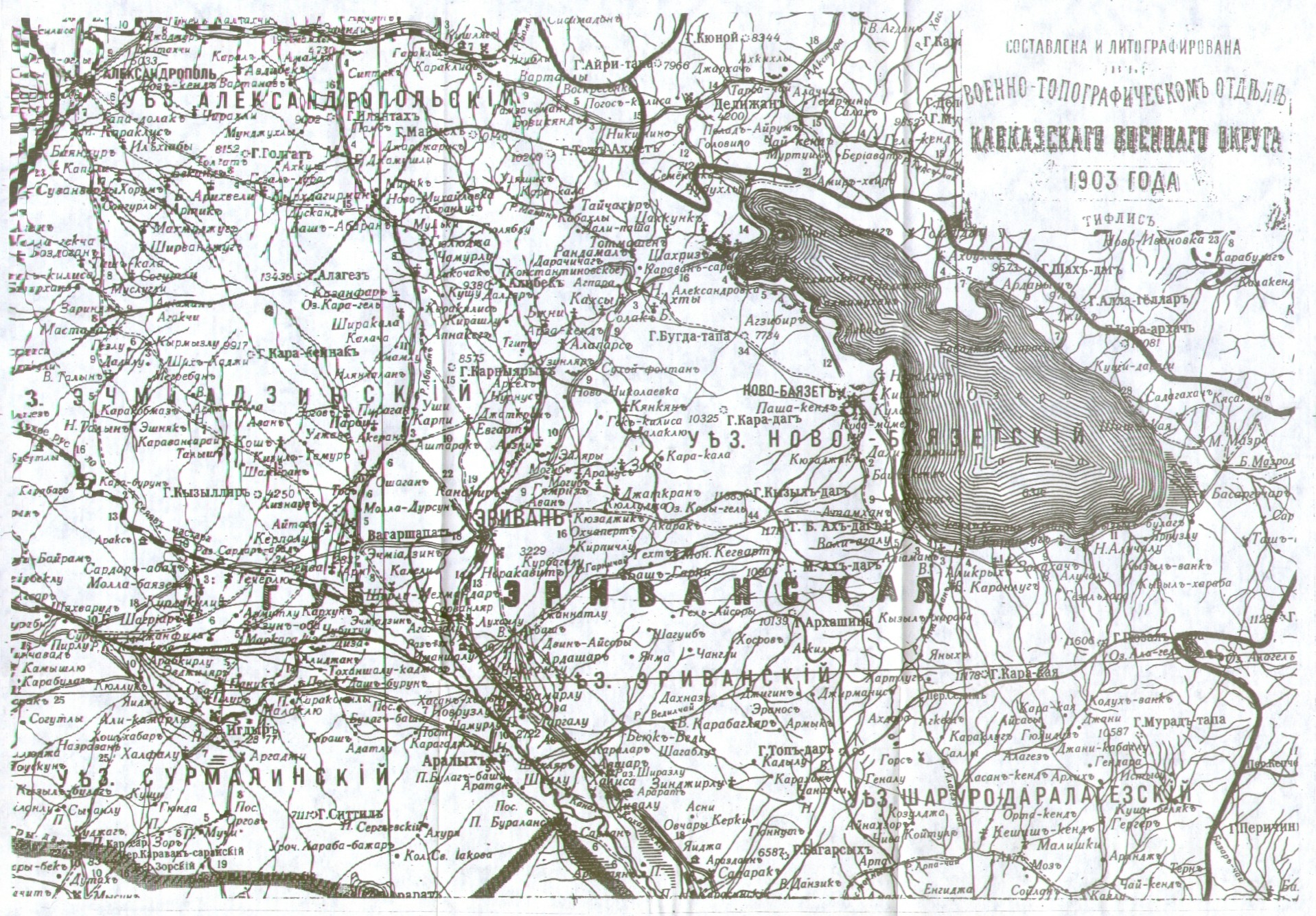
Карта Еріванської губернії 1903 року з тюркськими топонімами

Перейменування тюркських топонімів у Вірменії — процес перейменування тюркських топонімів урядами Вірменської РСР і Вірменії у XX — XXI століттях. Цей процес, що почався 1924 року, тісно пов'язаний з політичними процесами, що протікають всередині країни, такими як масова репатріація вірмен з-за кордону в СРСР, переселення азербайджанців з Вірменії в Кура-Араксинську низовину тощо.
Багато топонімів перейменовувалося 1935 року, в повоєнні роки, в 1967—1968 роках, 1988 року, коли відбулося масове вигнання азербайджанців з країни і після.
Існувало кілька методів перейменування тюркських топонімів: переклад топоніма, переклад половини назви або гібридне перейменування, лінгвістичне перероблення, повна зміна топоніма.

## Виникнення тюркських топонімів у Вірменії
|                                                                                                |
| Вірменія напередодні тюркського завоювання: централізоване Вірменське царство до 1000 р. н. е. |

Вірмени є нащадками автохтонного населення території сучасної Вірменії, а долина Араксу — центром історичної вірменської державності. Саме там знаходилися столиці Великої Вірменії, а в середньовіччі також Багратидської Вірменії — Єрвандашат, Армавір, Арташат, Вагаршапат (також духовний центр вірменів протягом 303—484 років, і знову з 1441 року), Двін (також духовний центр вірменів протягом 484—931 років) і Ані. Всі ці міста були основними центрами розвитку давньовірменської культури.
Починаючи з XI століття, територія Вірменії зазнала навали тюрків-сельджуків — предків сучасних тюркських народів Малої Азії і Закавказзя. Завоювання Вірменії почалося 1064 року і завершилося 1071 року перемогою сельджуків в битві біля Манцикерта. Навала сельджуків стала катастрофою для вірменського етносу і призвела до еміграції значної частини вірмен. З цього моменту на Вірменському нагір'ї, що включає частину Закавказзя, почався багатовіковий процес відтиснення вірменського і курдського населення прийшлим тюркським. Нова хвиля навал тюрків на Вірменію була пов'язана з татаро-монгольською навалою, а потім — з Тимуром. При цьому все більше число вірменських земель відбиралося у місцевого населення і заселялось прийшлими кочівниками. Однак ще в епоху татарської навали Марко Поло зазначав переважання вірмен на всій території історичної Вірменії, від Сіваса до Мугані.
1603 року шах Аббас I організував масове переселення жителів Східної Вірменії вглиб Персії — так званий «великий сургун». В ході цього переселення, зокрема, було розорено велике вірменське місто Джуга (нині Джульфа, під Нахічеванню), яке було світовим центром торгівлі шовком; його жителі заснували вірменське передмістя Ісфагана — «Нова Джуга». Саме ця подія призвела до різкого скорочення вірменського населення у Східній Вірменії.

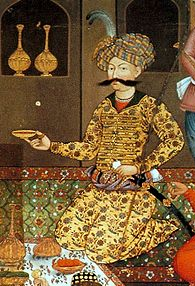
Шах Аббас I Великий, який 1603 року виселив у Персію жителів Східної Вірменії

Постійні руйнівні війни між Перською та Османською імперією і застосовувана сторонами політика випаленої землі призвели до різкого скорочення чисельності населення Вірменії. Перед наступом османських військ перси гнали сотні тисяч людей, внаслідок чого ці території виявилися заселеними тюркськими племенами. Як зазначає Арсеній Сапаров, якщо територія передається з винищенням місцевого населення, то відбувається повна заміна «культурного пейзажу» і географічних назв у регіоні. Цю думку підтверджує і російський дослідник Іван Шопен, який зазначив, що прийшлі тюркські кочівники не змогли встановити колишніх назв місцевих об'єктів і дали їм свої назви:
Цей магал, після перетерплених ним у минулому столітті спустошень, залишався абсолютно пустим, так-що коли останній еріванський сардар, Гусейн-хан, 1814 року спробував заселити його карапапахцями, ніхто не міг пригадати назв розорених його селищ, які отримали відтоді нові найменування. Донині ще більш сорока розорених селищ поміщені в списках без назв.
Таким чином, великомасштабні переселення населення Вірменії і проникнення тюркських кочових племен на цю територію різко змінили етнічний склад регіону і його культурний ландшафт. Колишня вірменська топоніміка частково залишилася, але була адаптована або ж повністю замінена тюркською.

## Азербайджанська версія походження тюркських топонімів у Вірменії
На думку світової історичної науки, тюрки не з'являлися в Кавказькому регіоні до початку нашої ери. У квітні 630 року війська Західно-тюркського каганату напали на Вірменію, а в VII—VIII століттях на територію сучасної Вірменії і невеликої частини східної Туреччини кілька разів вторгалися війська Хазарського каганату, однак у значній кількості до XI століття тюрки там не осідали. Масово тюрки вперше оселилися на території сучасної Вірменії після сельджукської навали XI століття, коли прийшлі тюркські кочівники змінили етнічну картину регіону, відтіснивши вірменське і курдське населення. Це поклало в XI—XIII ст. початок формуванню азербайджанської народності, яке завершилося наприкінці XV століття.
Згідно з точкою зору, що існує тільки в Азербайджані, тюрки начебто є найдавнішим населенням регіону, а тюркські топоніми виникли на території Вірменії з часів Урарту (IX—VI ст. до н. е.). Так, згідно з Сабіром Асадовим, сама назва Урарту має тюркський корінь «ур/урі» зі значенням «піднесеність» і «арт» зі значенням «нагір'я, гора». Він також стверджує, що низка назв місцевостей Араратської долини і регіону Севанського озера, відбитих в урартських написах, має тюркське (азербайджанське) походження. Так, на його думку, від тюркського «ар» — «рудий» — походить назва Вірменії. Назва столиці Великої Вірменії, Арташат, також виникла з тюркських мов, де «арт» має значення «нагір'я, хребет, спина, гора», а «шат» — «скеляста височина, злиття річок, виступ гори, межиріччя, розгалуження річки, рукав річки». Назва «Двін», за його словами, утворена від тюркського «дабан» з відповідними значеннями «пагорб, перевал, гірка, гірський перевал». На думку Асадова, «всі історичні пам'ятники Вірменії, її топоніми переконливо доводять, що впродовж тисячоліть азербайджанці були основними жителями цієї території». Асадов називає «геноцидом топонімів» заміну на території Вірменії «азербайджанських топонімічних назв», що послідувала за цим <геноцидом азербайджанського народу>".
Г. А. Гейбуллаєв також вважає, що згадувані Птолемеєм топоніми, топоніми з грузинських джерел V століття, етноніми та топоніми з Вірменської географії VII століття тощо, на території Закавказзя є тюркськими за походженням, які з'явилися з проникненням племен скіфів і саків, які він іменує тюркськими, хоча у світовій науці вони однозначно вважаються іраномовними. Так, Гейдуллаєв пише про «найдавніші тюркські етнотопоніми: Албан (I—II ст.), Баласакан (III ст.), Кемахія (II ст.), Кангар (V ст.), Чол (V ст.), Хунан (V ст.), Гаргар (V ст.), Шаке (VII ст.), Тертер (VII ст.), Гянджа (VIII ст.), в яких відбиті найменування тюркомовних племен албан, сак, камак, кангар, чол, хунн, гаргар, печеніг, тертер, кенджек». Між тим, сучасна наука кавказьких албанців однозначно вважає кавказомовними племенами, спорідненими з лезгинами.
Російський історик В. О. Шнірельман зазначає, що аргументи азербайджанських прихильників споконвічного проживання тюрків на території Закавказзя виглядають безпорадними, проте вони викликали великий ентузіазм у колах азербайджанських інтелектуалів, і випущена збірка «До проблеми етногенезу азербайджанського народу» (Баку, 1984) стала вважатися «віхою в азербайджанській історичній літературі». За Шнірельманом, після публікації збірки на сторінки азербайджанських наукових публікацій хлинув потік псевдонаукової літератури.

## Перейменування тюркських топонімів у вірменські в XX столітті

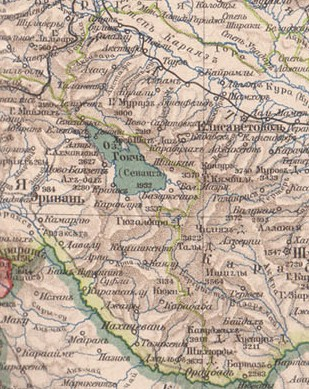
Карта східної частини Еріванської губернії з тюркськими топонімами (оз. Гокча, Гюзалдара, Базаркечаръ, Арпа, р. Арпа, м. Ахъ-дахъ (Агдаг) (Ağdağ). 1896 рік

Від XVII до початку XIX століття більшу частину населення території східної Вірменії становили мусульмани — азербайджанці і курди, з яких більшість у кінці XIX століття становили азербайджанці.
Перейменування топонімів у Вірменській РСР тісно пов'язане з перебігом внутрішніх політичних процесів у СРСР. За період від 1924 до 1930 року було перейменовано близько 80 топонімів. Причина перейменувань була затверджена в офіційній постанові про перейменування від 3 січня 1935 року. В указі говорилося, що назви багатьох місць відбивали релігійні, феодально-власницькі пережитки минулого, а також більшість мали нестійке і підривне значення. Крім того багато топонімів повторювалися на двох або більше територіях, що заважало поштовому й іншим відомствам. Помітне збільшення числа перейменувань спостерігалося в повоєнні роки (1946—1950), однією з причин якого була масова репатріація вірменів до Радянського Союзу у листопаді 1945 року. В період від 1946 до 1948 року з Близького Сходу, Північної та Південної Америки і Західної Європи прибуло близько 90 000 вірменів.
Іншим соціально-політичним процесом, що вплинув на назви у Вірменії була еміграція азербайджанців у цей період, про яку сказано в постанові Ради Міністрів СРСР № 745 від 10 березня 1948 року про заходи щодо переселення колгоспників та іншого азербайджанського населення з Вірменської РСР в Кура-Араксинську низовину Азербайджанської РСР. Згідно з цим планом близько 100 000 осіб повинні були «добровільно» переселитися. Сам процес переселення включав три стадії: 10 000 осіб 1948 року, 40 000 — 1949-го, і 50 000 — 1950-го (докладніше див. статтю Депортація азербайджанців з Вірменії).

В одному з пунктів Постанови Ради Міністрів СРСР № 4083 від 23 грудня 1947 року сказано:
11. Дозволити Раді Міністрів Вірменської РСР звільнені азербайджанським населенням будівлі і житлові будинки в зв'язку з переселенням їх в Кура-Араксинську низовину Азербайджанської РСР використовувати для розселення зарубіжних вірменів, які прибувають у Вірменську РСР.
У 1967—1968 роках спостерігалося різке збільшення числа перейменувань: було змінено більше ніж 50 топонімів. До кінця 1980-х рр. у Вірменській РСР було 152 азербайджанських села з тюркськими назвами.
Хоча значну частину тюркських назв було змінено в радянський час, повністю процес «детюркизації» топонімів завершився в перші роки незалежності Вірменії. В цілому за період від 1924 до 1988 року було перейменовано понад 600 топонімів Вірменської РСР. Останнім етапом стало перейменування тюркських топонімів, що залишалися на території республіки. За словами начальника Державного комітету кадастру нерухомості Манука Варданяна, 2006 року перейменовано ще 57 населених пунктів. 2007 року планувалося перейменування ще 21 населеного пункту республіки. Цей процес зайняв багато часу через проблеми з вибором нової назви.

### Перейменування природних топонімів

#### Гідроніми

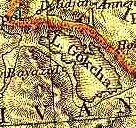
Озеро Гокча в атласі Blackie & Sons (Единбург) 1882 року

Зі 107 гідронімів було перейменовано 71 (66 %). Частина з них мали тюркські утворення, пов'язані з водою: -чай (річка), -гель (озеро), -булаг (джерело), -су (вода). 26 з них були змінені на вірменські еквіваленти. Так -гель було змінено на -лич (з 12 топонімів з гель 11 були перейменовані на лич), -булаг був замінений на ахпюр (з 4 топонімів з -булаг 2 були перейменовані на ахпюр і тільки один на російське -родник), а -су на вірменське -джур. Інша була ситуація з тюркським -чай. З них тільки один з 9 був перейменований на вірменський з -гет. Для решти восьми було обрано нову назву. В цілому методи перейменування можна розділити на 4 категорії:
1. Переклад топоніма: тюркську назву озера Карагель на вірменську Севлич (чорне+озеро); річки Балигли на Дзикнагет (рибна (річка)). Всього 5 випадків
2. Переклад половини назви або гібридне перейменування: Шорбулаг на Мушахпюр; Карагел на Карилич (переклад). 12 випадків
3. Лінгвістична переробка[27]: Кафан на Капан, Ертапін на Артабун. 27 випадків.
4. Повна зміна: Басут на Цав, Чайземі на Кашуні. 29 випадків

Більше половини перейменованих гідронімів нерозривні зі старими.

#### Ороніми
З 315 оронімів 164 (52 %) були перейменовані. У випадку з оронімами виділяються такі тюркські утворення: -даг (гора) — 17 випадків, -тепе (пагорб) — 9 випадків, -гая (скеля) — 4 випадки. Тюркські утворення змінювалися таким шляхом: з 17 слів з -даг 10 замінено вірменським еквівалентом -сар; 6 з 9 -тепе змінилися як на сар так і на блур; і всі 4 -гая було змінено на -кар. Як і у випадку з гідронимами, методи перейменувань можна поділити на 4 категорії:
1. Відомо 8 випадків перекладу: Акдаг на Спітакасар (білий+гора); Демірлі на Еркрасар (залізна (гора))
2. Відомо 14 випадків гібридних перейменувань: Мурад-тепе на Мурадсар, Камаркая на Камаркар
3. Найпоширенішим був метод переробки. Відомо 98 випадків: Хартинлар на Хартинлер (тюркське закінчення множини лар замінено тут вірменським словом лер для гір); Ішигли на Ішхансар
4. Відомо 44 випадки повної зміни: Маман на Цахкадзор, Богутлу на Ардені.

## Список перейменованих тюркських топонімів
Згідно з азербайджанськими авторами у Вірменії протягом 1924—1991 років перейменовано такі тюркські топоніми.
| Стара назва                                     | Нова назва         | Район/місцевість     | Дата переименования   |
| ----------------------------------------------- | ------------------ | -------------------- | --------------------- |
| Абдалагали (азерб. Avdalağalı)                  | Варашен            | Мартуні              | 03.01.1935            |
| Абількенд (азерб. Abilkənd)                     | Калініне           | Масіс                | -                     |
| Аджису (азерб. Acısu)                           | Аджаджур           | Іджеван              | -                     |
| Аджибадж (азерб. Acıbac)                        | Аджабадж           | Капан                | 09.04.1991            |
| Адамхан (азерб. Adamxan)                        | Вардадзор          | Мартуні              | 03.07.1968            |
| Адияман(азерб. Adıyaman)                        | Гарновіт           | Талін                | 12.11.1946            |
| Агазор                                          | Катнапюр           | Абовян               | 04.04.1946            |
| Агбулаг (азерб. Ağbulaq)                        | Лусапюр            | Спітак               | 26.04.1946            |
| Агбулаг (азерб. Ağbulaq)                        | Агперек            | Червоне Село         | 09.04.1991            |
| Агбулаг (азерб. Ağbulaq)                        | Агбуллак           | Горус                | 09.04.1991            |
| Агджаарх (азерб. Ağcaarx)                       | Аревік             | Октемберян           | 04.04.1946            |
| Агчагышлаг (азерб. Ağcaqışlaq)                  | Геташен            | Арташат              | 21.07.1948            |
| Агчагишлаг (азерб. Ağcaqışlaq)                  | Гетазат            | Арташат              | 25.05.1967            |
| Агхамзалі (азерб. Ağhəmzəli)                    | Мармарашен         | Масіс                | 25.05.1967            |
| Агінський район (азерб. Ağin rayonu)            | Анійський район    | -                    | 12.10.1961            |
| Агкенд (азерб. Ağkənd)                          | Ашотаван           | Сісіан               | 17.04.1948            |
| Агкенд (азерб. Ağkənd)                          | Агнджазор          | Єхегнадзор           | 03.07.1968            |
| Алагьоз (азерб. Alagöz)                         | Арагац             | Талін                | 31.07.1950            |
| Агкіліса (азерб. Ağkilsə)                       | Крашен             | Ахурян               | 07.12.1945            |
| Агкіліса (азерб. Ağkilsə)                       | Азат               | Варденіс             | 03.01.1935            |
| Агкілісе (азерб. Ağkilsə)                       | Джермакаван        | Іджеван              | 19.04.1991            |
| Агала (азерб. Ağqala)                           | Бердунк            | Камо (Гавар)         | 09.04.1991            |
| Агуді (азерб. Ağudi)                            | Агіту              | Сісіан               | 09.04.1991            |
| Агзибір (азерб. Ağzıbir)                        | Лчап               | Камо                 | 07.12.1945            |
| Ахта (азерб. Axta)                              | Раздан             | -                    | 30.04.1959            |
| Ахтинський район (азерб. Axtarayonu)            | Разданський район  | -                    | 30.04.1959            |
| Ахтахана (азерб. Axtaxana)                      | Чоратсан           | Кафан                | 01.06.1940            |
| Ахунд (азерб. Axund)                            | Бзован             | Арташат              | -                     |
| Агдаг (азерб. Ağdağ)                            | Агдан              | Іджеван              | 25.05.1967            |
| Алакілься (азерб. Alakilsə)                     | Говтун             | Амасія               | 09.04.1991            |
| Алачиггая (азерб. Alaçıqqaya)                   | Алачиг             | Діліжан              | -                     |
| Алавердинський район (азерб. Allahverdi rayonu) | Туманянський район | -                    | 19.09.1969            |
| Агдаш (азерб. Ağdaş)                            | Абовян             | Арташат              | 01.12.1949            |
| Алмали (азерб. Almalı)                          | Хндзорут           | Азізбеков (Вайк)     | 12.11.1946            |
| Аралиг (азерб. Aralıx)                          | Єразговарц         | Ахурян               | 07.12.1945            |
| Аралиг (азерб. Aralıx)                          | Грибоєдов          | Єчміадзин            | 25.05.1978            |
| Араздюзю (азерб. Arazdüzü)                      | Єрасх              | Сісіан               | 03.07.1968            |
| Араздоєн (азерб. Arazdəyən)                     | Єрасх              | Арарат               | 03.07.1968            |
| Арихвелі (азерб. Arıxvəli)                      | Лернут             | Ахурян               | 21.10.1967            |
| Армудлу (азерб. Armudlu)                        | Туфашен            | Артік                | 31.05.1946            |
| Армудлу (азерб. Armudlu)                        | Танзут             | Октемберян (Армавір) | 04.04.1946            |
| Арпа (азерб. Arpa)                              | Арені              | Єхегнадзор           | 10.09.1946            |
| Арпачай (азерб. Arpaçay)                        | Ахурян             | Ахурян               | 31.07.1950            |
| Арпавар (азерб. Arpavar)                        | Лусакерт/Ншаван    | Арташат              | 20.07.1945/21.10.1967 |
| Арзакенд (азерб. Ərzəkənd)                      | Арзакан            | Раздан               | -                     |
| Ахтахана (азерб. Axtaxana)                      | Джорастан          | Кафан                | 01.06.1940            |
| Авдалар (азерб. Avdallar)                       | Хацаван            | Абовян               | 04.04.1946            |
| Авдібей (азерб. Avdıbəy)                        | Цахкабер           | Спітак               | 21.10.1967            |
| Аяр                                             | Агаранкадзор       | Єхегнадзор           | 10.09.1946            |
| Аязли (азерб. Ayaslı)                           | Айгестан           | Арташат              | 03.01.1935            |
| Айнали (азерб. Aynalı)                          | Давдашен           | Талін                | 19.04.1950            |
| Айнали (азерб. Aynalı)                          | Цахкунк            | Ечміадзин            | 04.04.1946            |
| Аянзур (азерб. Əyənzur)                         | Агавназдор         | Єхегнадзор           | 10.09.1946            |
| Айрим                                           | Птаван             | Ноємберян            | -                     |
| Айсесі (азерб. Aysəsi)                          | Гизилгюль          | Єхегнадзор           | 10.09.1946            |
| Алібейлі (азерб. Əlibəyli)                      | Атарбекян          | Ечміадзин            | 04.04.1946            |
| Алігулу (азерб. Əliquluşən)                     | Азаташен           | Горіс                | 01.06.1940            |
| Аліхан (азерб. Əlixan)                          | Гетік              | Гукасян              | 03.01.1935            |
| Алілі (азерб. Əlili)                            | Салвард            | Сісіан               | 03.01.1935            |
| Амірхан                                         | Саратак            | Артік                | 01.06.1940            |
| Амірлі                                          | Гтуджур            | Апаран               | 19.04.1950            |
| Ашаги Агбаш (азерб. Aşağı Ağbaş)                | Аревшат            | Арташат              | 20.08.1945            |
| Ашаги Агдан (азерб. Aşağı Ağdan)                | Морут              | Іджеван              | 20.05.1967            |
| Ашаги Агджагала (азерб. Aşağı Ağcaqala)         | Неркін Базмаберд   | Талін                | 04.04.1946            |
| Ашаги Адияман (азерб. Aşağı Adıyaman)           | Неркін Геташен     | Мартуні              | 07.12.1945            |
| Ашаги Алчали (азерб. Aşağı Alçah)               | Арцваніст          | Мартуні              | 27.09.1968            |
| Ашаги Айнали (азерб. Aşağı Aylanlı)             | Ленугі             | Ечміадзин            | 04.04.1946            |
| Ашаги Ганлиджа (азерб. Aşağı Qanlıca)           | Ваграмаберд        | Ахурян               | 26.04.1946            |
| Ашаги Гарагоймаз (азерб. Aşağı Qaraqoymaz)      | Неркін Сасунашен   | Талін                | 12.11.1946            |
| Ашаги Гаранлиг (азерб. Aşağı Qaranlıq) (селище) | Мартуні            | Мартуні              | -                     |
| Ашаги Гаранлиг (азерб. Aşağı Qaranlıq) (район)  | Мартуні            | Мартуні              | 09.09.1930            |
| Ашаги Гархун (азерб. Aşağı Qarxm)               | Аракс              | Ечміадзин            | 04.04.1946            |
| Ашаги Гезельдере (азерб. Aşağı Gözəldərə)       | Варденіс           | Мартуні              | 07.02.1945            |
| Ашаги Гюласар (азерб. Aşağı Göyləsər)           | Димитров           | Арташат              | 01.12.1949            |
| Ашаги Неджилі (азерб. Aşağı Necili)             | Саят Нова          | Масіс                | 25.01.1978            |
| Ашаги Піртікен (азерб. Aşağı Pirtikən)          | Дзорагюх           | Талін                | 02.03.1940            |
| Бабакіши I                                      | Ахавназдор         | Раздан               | 15.07.1948            |
| Бабакіши II                                     | Бужакан            | Апаран               | -                     |
| Бабурлу                                         | Варцарашен         | Ані                  | 03.02.1947            |
| Баджіоглу                                       | Айкаван            | Ахурян               | 07.12.1945            |
| Бахчалар                                        | Багаран            | Октемберян           | 03.07.1968            |
| Барана                                          | Ноємберян          | Ноємберян            | 04.01.1938            |
| Басаркечар (азерб. Basarkeçər)                  | Варденіс           | Варденіс             | 11.06.1969            |
| Баш Абаран                                      | Апаран             | Апаран               | 03.01.1935            |
| Башийох                                         | Айкук              | Абовян               | 04.04.1946            |
| Башкенд I                                       | Акунк              | Абовян               | 04.04.1946            |
| Башкенд II                                      | Арцвашен           | Червоне Село         | -                     |
| Башкенд III                                     | Гегаркунік         | Камо                 | 04.04.1946            |
| Башкенд IV                                      | Вернашен           | Єхегнадзор           | 10.09.1946            |
| Башнали                                         | Баграмян           | Арташат              | 01.12.1949            |
| Баяндур                                         | Вагатур            | Горіс                | 07.05.1969            |
| Базарджик                                       | Араї               | Апаран               | 15.07.1946            |
| Бадал                                           | Єхегнут            | Октемберян           | 04.04.1946            |
| Безірхана                                       | Дзітанков          | Ані                  | -                     |
| Біреллі                                         | Ланчар             | Арарат               | 03.07.1968            |
| Бітлідже                                        | Барцрашен          | Арташат              | 20.08.1945            |
| Більхеїр                                        | Шенаван            | Абаран               | 19.04.1950            |
| Богазкесен                                      | Дзоркан            | Ані                  | 03.01.1935            |
| Боютлу                                          | Артені             | Талін                | 31.07.1950            |
| Боздоган                                        | Саракан            | Ані                  | 03.01.1935            |
| Бозйохуш                                        | Мусаелян           | Гукасян              | 12.11.1946            |
| Беюк Аріхвел                                    | Мец Манташ         | Артік                | 03.01.1935            |
| Беюк Кепенек                                    | Мусаелян           | Ахурян               | 03.01.1935            |
| Беюк Кейті                                      | Кеті               | Ахурян               | 28.08.1948            |
| Беюк Каракілісе                                 | Кіровакан          | -                    | 03.01.1935            |
| Беюк Шехріяр                                    | Налбандян          | Октемберян           | 19.04.1950            |
| Беюк Шиштепе                                    | Мец Сепасар        | Гукасян              | 12.11.1948            |
| Беюк Ваді                                       | Веді               | Арарат               | 04.04.1948            |
| Гатран                                          | Гетамеч            | Наїрі                | 21.07.1948            |
| Габібкенд                                       | Калінін            | Масіс                | 26.09.1957            |
| Гаджі Байрам                                    | Багаран            | Октемберян           | 03.01.1935            |
| Гаджі Халіл                                     | Цахкаовіт          | Арагац               | 15.07.1946            |
| Гаджілар                                        | Маргастан          | Ечміадзин            | 03.01.1935            |
| Гаджі Муган                                     | Мухан              | Камо                 | -                     |
| Гаджі Назар                                     | Камо               | Ахурян               | 03.01.1935            |
| Гаджі Кара I                                    | Айгешат            | Ечміадзин            | 03.01.1935            |
| Гаджі Кара II                                   | Лернапат           | Гугарк               | 26.09.1957            |
| Гаджі Кара III                                  | Макарашен          | Гугарк               | 01.03.1946            |
| Гасанкенд                                       | Шатін              | Єхегнадзор           | 03.01.1935            |
| Гачаган                                         | Лернаван           | Спітак               | 26.04.1946            |
| Гадірлі                                         | Ладсканіст         | Арарат               | 03.07.1968            |
| Галарак                                         | Шенаван            | Октемберян           | 04.04.1946            |
| Гамишгут                                        | Єхегнут            | Гугарк               | 03.01.1935            |
| Ганлиджа                                        | Мармашен           | Ахурян               | 26.04.1946            |
| Гапили                                          | Гусанакюг          | Ані                  | 03.02.1947            |
| Гарабоя                                         | Хнкоян             | Спітак               | 26.04.1946            |
| Гарабулаг                                       | Єринждатап         | Апаран               | 15.07.1946            |
| Гарабурун                                       | Кармрашен          | Талін                | 31.07.1950            |
| Гарачоран                                       | Аракюг             | Аштарак              | 04.04.1946            |
| Гарадагли I                                     | Мргавет            | Арташат              | 20.08.1945            |
| Гарадагли II                                    | Цахкашен           | Арташат              | 20.08.1945            |
| Гарадаш                                         | Севкар             | Іджеван              | -                     |
| Гарахамзали                                     | Бурастан           | Арташат              | -                     |
| Гаракілісе I                                    | Ахурік             | Ахурян               | 03.01.1935            |
| Гаракілісе II (азерб. Qarakilsə)                | Артаван            | Апаран               | 19.04.1950            |
| Гаракілісе III                                  | Дзорашен           | Гукасян              | 03.01.1935            |
| Гаракілісе IV                                   | Сісаван            | Сісіан               | 02.03.1940            |
| Гаракілісе V                                    | Сісіан             | -                    | 02.03.1940            |
| Гарал                                           | Гатнаджур          | Спітак               | 26.04.1946            |
| Гаранлиг                                        | Геховіт            | Мартуні              | 03.07.1968            |
| Гаранлиг                                        | Лусакюг            | Апаран               | 10.09.1948            |
| Гаранлигдере                                    | Лусадзор           | Іджеван              | 21.01.1935            |
| Гарагала I                                      | Гетап              | Талін                | 12.11.1946            |
| Гарагала II                                     | Севаберд           | Абовян               | 21.06.1948            |
| Гаргабазар                                      | Айкашен            | Ечміадзин            | 25.05.1967            |
| Гархун                                          | Джрарат            | Ечміадзин            | 04.04.1946            |
| Гасималі/Гасимлі                                | Гетапі             | Артік                | 01.04.1940            |
| Гашга                                           | Вардашат           | Арарат               | 10.09.1948            |
| Газанчі                                         | Меграшен           | Артік                | 31.05.1946            |
| Гемерлі                                         | Арташат            | Арташат              | 04.09.1945            |
| Гемерлі                                         | Мецамор            | Ечміадзин            | 15.07.1946            |
| Газанфар                                        | Арагац             | Апаран               | 10.09.1948            |
| Гедекбулаг                                      | Гарчахпюр          | Варденіс             | 12.08.1948            |
| Гедеклі                                         | Мргаван            | Арташат              | 20.08.1945            |
| Гель                                            | Лічк               | Мартуні              | -                     |
| Горан                                           | Гогаран            | Спітак               | 20.04.1946            |
| Гейкумбез                                       | Геханіст           | Масіс                | 01.12.1949            |
| Гезельдере I                                    | Гехадір            | Артік                | 31.05.1946            |
| Гезельдере II                                   | Гехадзор           | Артік                | 31.05.1946            |
| Гезельдере III                                  | Гехадзор           | Арагац               | 15.07.1946            |
| Гезлю                                           | Акунк              | Талін                | 12.11.1946            |
| Гейдар-бек                                      | Свердлов           | Степанаван           | 01.04.1940            |
| Гочурлу                                         | Мграшат            | Октемберян           | 04.04.1946            |
| Голгат                                          | Геганіст           | Артік                | 15.07.1948            |
| Гонаггірен                                      | Ширак              | Ахурян               | 02.03.1940            |
| Готурбулаг                                      | Катнахпюр          | Степанаван           | 03.01.1935            |
| Гойтур                                          | Гетап              | Єхегнадзор           | 03.01.1935            |
| Гошавенк                                        | Айкадзор           | Ані                  | 19.04.1956            |
| Гулдервіш                                       | Воскетас           | ТалІн                | 03.01.1935            |
| Гулелі (азерб. Güləli)                          | Айгездор           | Шамшаділь            | 04.05.1939            |
| Гулуждан                                        | Спандарян          | Артік                | 31.05.1946            |
| Гурдбулаг                                       | Айгешат            | Октемберян           | 19.04.1950            |
| Гурдбулаг                                       | Красар             | Гукасян              | 12.01.1946            |
| ГурдджалІл                                      | Гехапуш            | Кафан                | 29.06.1949            |
| Гурдугулу                                       | Армавір            | Октемберян           | 03.01.1935            |
| Гушчу                                           | Кеджут             | Азізбеков            | 12.11.1946            |
| Гутнігишлаг                                     | Ховатшен           | Артік                | 15.07.1946            |
| Гузугюден                                       | Айгешат            | Октемберян           | 19.04.1950            |
| Гузукенд                                        | Хозікент           | Амасія               | -                     |
| Гипчаг                                          | Аріч               | Артік                | 31.05.1946            |
| Гирах'єр                                        | Сізавет            | Гукасян              | 12.11.1946            |
| Гирхбулаг                                       | Акунк              | Варденіс             | 03.01.1935            |
| Гирхдеїрман (азерб. Qırxdəyirman)               | Хнаберд            | Арагац               | 15.07.1946            |
| Гизилгоч                                        | Гукасян            | Гукасян              | 12.10.1956            |
| Гизилгоцький район                              | Гукасянський район | -                    | 04.01.1938            |
| Гизилкілісе                                     | Кармраван          | Гукасян              | 03.01.1935            |
| Гизилтеймур                                     | Воскеваз           | Аштарак              | 03.01.1935            |
| Гизилорен                                       | Шенаван            | Спітак               | 26.04.1946            |
| Гиличатаг                                       | Сусер              | Талін                | 12.11.1946            |
| Гюлабли                                         | Джоразлук          | Абаран               | 15.07.1946            |
| Гюлабли                                         | Айгездор           | Шамшаділь            | 04.05.1939            |
| Дагарли                                         | Гетк               | Ахурян               | 07.02.1945            |
| Дамджили                                        | Муравян            | Апаран               | 03.01.1935            |
| Данагірмез I                                    | Овіт               | Апаран               | 15.08.1948            |
| Данагірмез II                                   | Нігаван            | Апаран               | 15.07.1940            |
| Даргали                                         | Айгезард           | Арташат              | 30.12.1957            |
| Дашгала                                         | Караберд           | Ані                  | 03.02.1947            |
| Дашли                                           | Даштекар           | Арарат               | 03.07.1968            |
| Дашнушаван                                      | Айгехат            | Туманян              | 02.02.1963            |
| Даймадагли                                      | Шрвенанц           | Кафан                | -                     |
| Деделі                                          | Єхнік              | Талін                | 12.11.1948            |
| Делікдаш                                        | Цаккар             | Мартуні              | -                     |
| Делігардаш                                      | Сарухан            | Камо                 | -                     |
| Деллеклі                                        | Цовашен            | Абовян               | 21.06.1948            |
| Дембелі                                         | Дебеташен          | Ноємберян            | 18.08.1960            |
| Дербенд                                         | Кармакар           | Ахурян               | 26.04.1948            |
| Дарачічаг                                       | Цагкадзор          | Раздан               | 1947                  |
| Дерекенд                                        | Дзорагюх           | Гугарк               | -                     |
| Дерекой                                         | Дерегюх            | Гукасян              | -                     |
| Девелі                                          | Арарат             | Арарат               | 03.01.1935            |
| Джабечали                                       | Джраовіт           | Масіс                | 27.02.1960            |
| Джадгиран I                                     | Базмаян            | Наїрі                | 08.07.1957            |
| Джадгиран II                                    | Раздан             | Абовян               | 03.01.1935            |
| Джафарабад I                                    | Аргаванд           | Масіс                | 04.04.1946            |
| Джафарабад II                                   | Геташен            | Октемберян           | 04.04.1946            |
| Джалал-огли                                     | Степанаван         | Степанаван           | -                     |
| Джамишли                                        | Алагяз             | Апаран               | 04.01.1938            |
| Джелеб                                          | Джрадзор           | Амасія               | 26.04.1946            |
| Джангі                                          | Вардаблур          | Арагац               | 19.04.1950            |
| Дженнетлі I                                     | Ланджазат          | Арташат              | 21.10.1967            |
| Дженнетлі II                                    | Зовашен            | Арташат              | 02.03.1940            |
| Джізихлар                                       | Цохамарг           | Гукасян              | 12.11.1948            |
| Джирджир                                        | Варсер             | Севан                | 26.04.1948            |
| Діиреклер                                       | Карнут             | Ахурян               | 26.04.1946            |
| Доккуз                                          | Каначут            | Арташат              | 20.08.1945            |
| Довшангишлаг                                    | Ширавакан          | Ані                  | 19.04.1950            |
| Дузхараб                                        | Арташен            | Гукасян              | 12.11.1946            |
| Дюзкенд I                                       | Ахурян             | Ахурян               | 07.12.1945            |
| Дюзкенд II                                      | Барож              | Талін                | 03.01.1935            |
| Єнгідже                                         | Гандзак            | Єхегназдор           | 10.09.1946            |
| Іланчалан                                       | Арташаван          | Аштарак              | -                     |
| Ілхиаби                                         | Айгабаст           | Ахурян               | 26.94.1946            |
| Іманшали                                        | Мхчян              | Арташат              | 03.01.1935            |
| Імірхан                                         | Саратак            | Артік                | 01.061940             |
| Імірлі                                          | Ттуджур            | Абаран               | 19.04.1950            |
| Інеклі                                          | Антарут            | Аштарак              | 01.12.1949            |
| Іпеклі (Ойлаг)                                  | Масіс              | Масіс                | 4.04.1946             |
| Кал али                                         | Нораберд           | Ані                  | 03.02.1947            |
| Калтахчі                                        | Артакюг            | Спітак               | 26.04.1946            |
| Кафтарли                                        | Панік              | Артік                | -                     |
| Келекарх                                        | Гукасян            | Масіс                | 01.12.1949            |
| Кечілі                                          | Мрагашат           | Октемберян           | 04.04.1976            |
| Керпічлі                                        | Гехадір            | Абовян               | 03.01.1935            |
| Керімарх                                        | Совєтакан          | Октемберян           | 03.01.1935            |
| Керімкенд                                       | Дзахкашен          | Камо                 | 02.03.1940            |
| Кесікбаш                                        | Лернакерт          | Мартуні              | 07.12.1945            |
| Кевер                                           | Нор Баязет         | Камо                 | 13.04.1959            |
| Кірач                                           | Джрапі             | Ані                  | 03.02.1947            |
| Кічік Арихвелі                                  | Покр Манташ        | Артік                | 01.01.1935            |
| Кічік Гаракілисе                                | Азатан             | Ахурян               | 07.12.1945            |
| Кічік Кепенек                                   | Овіт               | Ахурян               | 07.12.1945            |
| Кічік Кейті                                     | Лернанцк           | Ахурян               | 26.10.1946            |
| Кічік Шиштепе                                   | Покр Сепасар       | Гукасян              | 12.12.1946            |
| Кілісекенд                                      | Срашен             | Кафан                | -                     |
| Кірдікенд                                       | Лернадзор          | Кафан                | -                     |
| Колагірен                                       | Антарамут          | Гугарк               | 10.09.1948            |
| Корбулаг                                        | Цхкашен            | Гукасян              | 20.10.1946            |
| Кору                                            | Джорашен           | Горіс                | 19.04.1950            |
| Косамаммед                                      | Батікян            | Камо                 | -                     |
| Керпюлю                                         | Аршалуйс           | Ечміадзин            | 03.01.1935            |
| Курткулак                                       | Болораберд         | Ехегнадзор           | 10.09.1948            |
| Кюйлюсер                                        | Бамбакаван         | Арташат              | 20.08.1945            |
| Кузеджик                                        | Ланчахпюр          | Камо                 | 19.04.1950            |
| Лелекенд                                        | Лалікюг            | Іджеван              | -                     |
| Лелвер                                          | Дебетаван          | Ноємберян            | 18.06.1960            |
| Лембелі                                         | Баграташен         | Ноємберян            | 18.06.1960            |
| Лок                                             | Вартанізор         | Мегрі                | 18.06.1960            |
| Махмутджуг                                      | Пемзашен           | Артік                | 02.03.1940            |
| Мастара                                         | Даларіик           | Талін                | 21.08.1965            |
| Майда                                           | Лернарот           | Аштарак              | 01.12.1949            |
| Меджідлі                                        | Нор Кянг           | Артік                | 01.06.1940            |
| Мехрібан                                        | Катнахпюр          | Талін                | 19.04.1950            |
| Меліккенд                                       | Меліккюг           | Арагац               | 15.07.1946            |
| Меліклер                                        | Спандарян          | Сісіан               | 04.05.1939            |
| Мелікйох                                        | Цахкаван           | Іджеван              | 02.03.1940            |
| Месімлі                                         | Айгебат            | Арташат              | 01.07.1949            |
| Мезре                                           | Барцраван          | Сісіан               | 10.09.1946            |
| Мехрабли                                        | Вардашен           | Арташат              | 20.08.1945            |
| Місхана                                         | Хакаван            | Раздан               | 01.12.1949            |
| Молла Баязид                                    | Бамбакашат         | Октемберян           | 03.01.1935            |
| Молла Бадал                                     | Бадал              | Октемберян           | -                     |
| Молла Дурсун                                    | Шаумян             | Ечміадзин            | -                     |
| Молла Гойче                                     | Моралік            | Ані                  | 03.01.1935            |
| Морут                                           | Акнахпюр           | Іджеван              | 11.11.1970            |
| Муганджик                                       | Айгедзор           | Горіс                | 19.04.1950            |
| Мунджуглу                                       | Цілкар             | Арагац               | 15.07.1946            |
| Мурад Тепе                                      | Канакераван        | Абовян               | 15.08.1964            |
| Мусахан                                         | Воскеяск           | Ахурян               | 26.04.1946            |
| Муслуглу                                        | Ланчик             | Ані                  | 03.02.1947            |
| Огруджа                                         | Гараїман           | Варденіс             | -                     |
| Ортакілсе                                       | Маїсян             | Ахурян               | 26.04.1946            |
| Оджаггулу                                       | Арапі              | Ахурян               | 16.04.1946            |
| Огулбейлі                                       | Беркануш           | Арташат              | 20.08.1945            |
| Ортакенд                                        | Гладзор            | Єхегндцзор           | 10.09.1946            |
| Овандере                                        | Овнадзор           | Степанаван           | 19.04.1950            |
| Ордеклі                                         | Лчашен             | Севан                | 26.04.1946            |
| Пашакенд                                        | Мармарік           | Раздан               | 03.01.1935            |
| Пашали                                          | Зарітап            | Азізбеков            | 08.07.1957            |
| Пірмелек                                        | Арек               | Талін                | 03.01.1935            |
| Пірмезре                                        | Катнарат           | Кафан                | 29.06.1949            |
| Піртікен                                        | Цахкасар           | Талін                | 02.03.1940            |
| Полад Айрим                                     | Полад              | Іджеван              | -                     |
| Сачли (азерб. Saçlı)                            | Норашен            | Араґац               | 15.07.1946            |
| Тарам аммед                                     | Меграшат           | Амасія               | 26.04.1946            |
| Хамзачемен                                      | Бозікег            | Гугарк               | -                     |
| Хачакілісе                                      | Нагапетван         | Артік                | 30.01.1961            |
| Хачадараг                                       | Аштарак            | Іджеван              | -                     |
| Хачдур                                          | Цахкашат           | Туманян              | 03.01.1935            |
| Хамамли                                         | Спітак             | Спітак               | 28.09.1949            |
| Хеїрбейлі                                       | Єрвандашат         | Октемберян           | 25.05.1967            |
| Чанахчи                                         | Совєташен          | Арарат               | 10.09.1948            |
| Чатгиран I                                      | Геташен            | Абовян               | 01.03.1935            |
| Чатгиран II                                     | Нор Гехі           | Аштарак              | 10.02.1962            |
| Чемберек                                        | Червоне Село       | Червоне Село         | -                     |
| Чирагли                                         | Джрарат            | Ахурян               | 07.02.1945            |
| Чирпли                                          | Джрапі             | Ані                  | 03.02.1947            |
| Чійдамли                                        | Азатаван           | Арташат              | 20.08.1945            |
| Чіфтелі                                         | Зуйгахпюр          | Гукасян              | 12.11.1948            |
| Чорлу                                           | Лернегюх           | Гукасян              | 12.10.1967            |
| Чотур                                           | Сарамеч            | Спітак               | 26.04.1948            |
| Чубукчу                                         | Варданашен         | Октемберян           | 04.04.1948            |
| Чубуклу                                         | Цовагюх            | Севан                | 03.01.1935            |
| Чул                                             | Артаван            | Азізбеков            | 19.04.1950            |
| Евджілер (азерб. Evçilər)                       | Арапзап            | Октемберян           | 10.04.1947            |
| Еллар (азерб. Ellər)                            | Абовян             | Абовян               | 12.10.1961            |
| Елеєз                                           | Арагац             | Талін                | 31.07.1950            |
| Елігириг                                        | Астадзор           | Мартуні              | 03.01.1935            |
| Еллероюгу (азерб. Elləroyuğu)                   | Еллер              | Амасія               | -                     |
| Ердепін                                         | Єхегіс             | Єхегнадзор           | 10.09.1946            |
| Ескіпара                                        | Воскепар           | Ноємберян            | -                     |
| Ефенді (азерб. Əfəndi)                          | Караджор           | Спітак               | 26.04.1946            |
| Ефенді (азерб. Əfəndi)                          | Норашен            | Севан                | 04.01.1938            |
| Ефенді                                          | Нор Кесерія        | Октемберян           | 14.01.1969            |